# Chazey-Bons
Chazey-Bons ist eine französische Gemeinde mit 1.165 Einwohnern (Stand: 1. Januar 2022) im Département Ain in der Region Auvergne-Rhône-Alpes. Sie gehört zum Arrondissement Belley, zum Kanton Belley und zum Gemeindeverband Bugey Sud.
Sie entstand mit Wirkung vom 1. Januar 2017 durch die Zusammenlegung der ehemaligen Gemeinden Chazey-Bons und Pugieu zu einer namensgleichen Commune nouvelle. Die früheren Gemeinden haben in der neuen Gemeinde den Status einer Commune déléguée. Der Verwaltungssitz befindet sich im Ort Chazey-Bons.

## Geografie
Die Gemeinde Chazey-Bons liegt am Furans in der Landschaft Bugey, vier Kilometer nördlich von Belley. Umgeben wird Chazey-Bons von den Nachbargemeinden von Virieu-le-Grand im Nordwesten und Norden, Cuzieu im Norden, Marignieu im Osten, Magnieu im Osten und Südosten, Belley im Süden, Andert-et-Condon im Südwesten und Westen, Contrevoz im Westen sowie Cheignieu-la-Balme im Nordwesten.

## Bevölkerungsentwicklung
| Jahr                                                                  | 1962 | 1968 | 1975 | 1982 | 1990 | 1999 | 2006 | 2013 | 2020 |
| Einwohner                                                             | 625  | 709  | 772  | 836  | 807  | 831  | 1044 | 899  | 1175 |
| Quellen: Cassini und INSEE (bis 2013 Addition der Vorgängergemeinden) |      |      |      |      |      |      |      |      |      |

## Sehenswürdigkeiten
- Kirche Saint-Maurice
- Kapelle Saint-Georges
- Kirche Saint-Véran in Cressieu
- Kapelle Notre-Dame in Cressieu
- Haus Brillat, seit 1927 Monument historique
- Donjon des Tempels, seit 1973 Monument historique

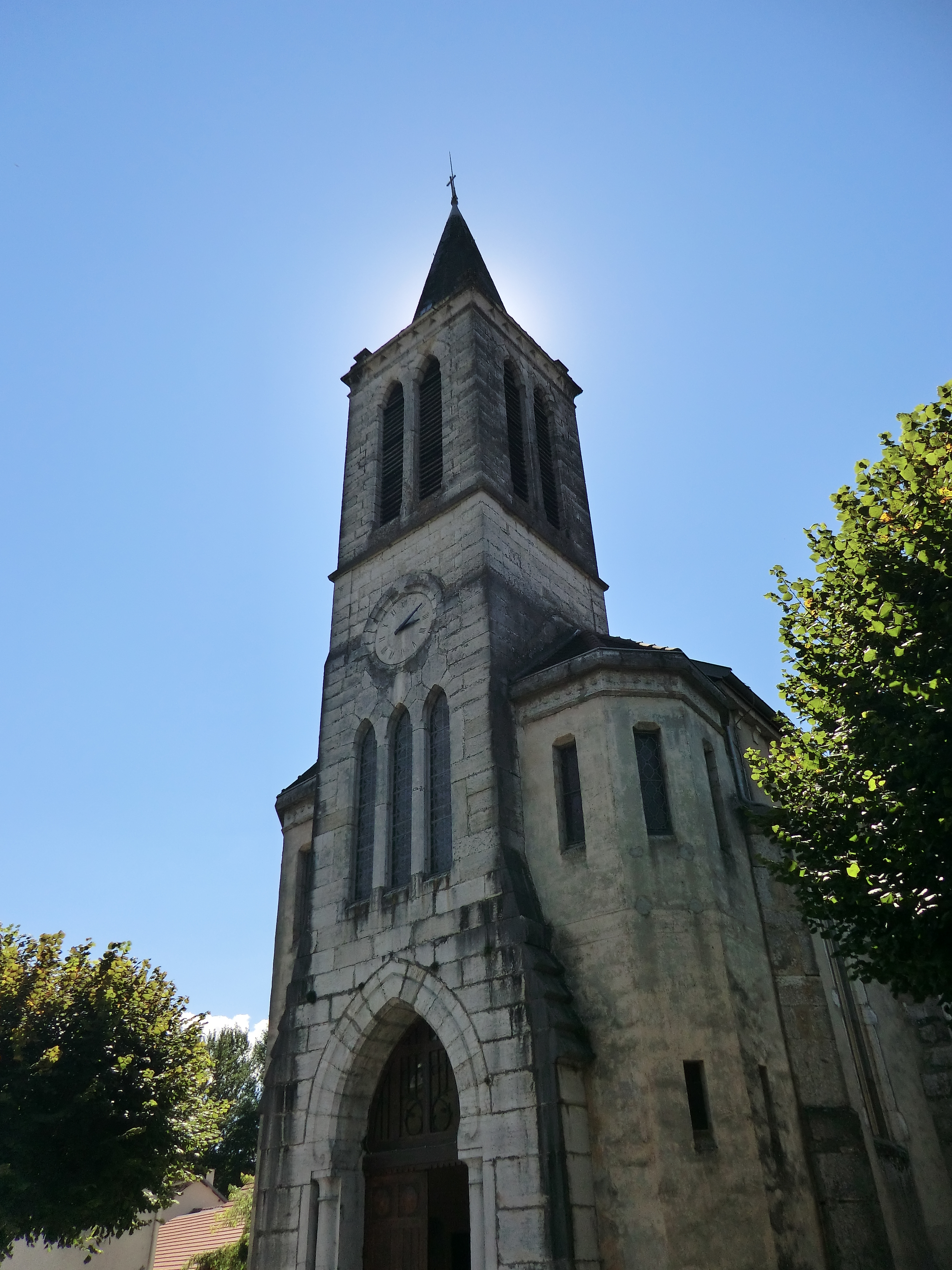
Kirche Saint-Maurice
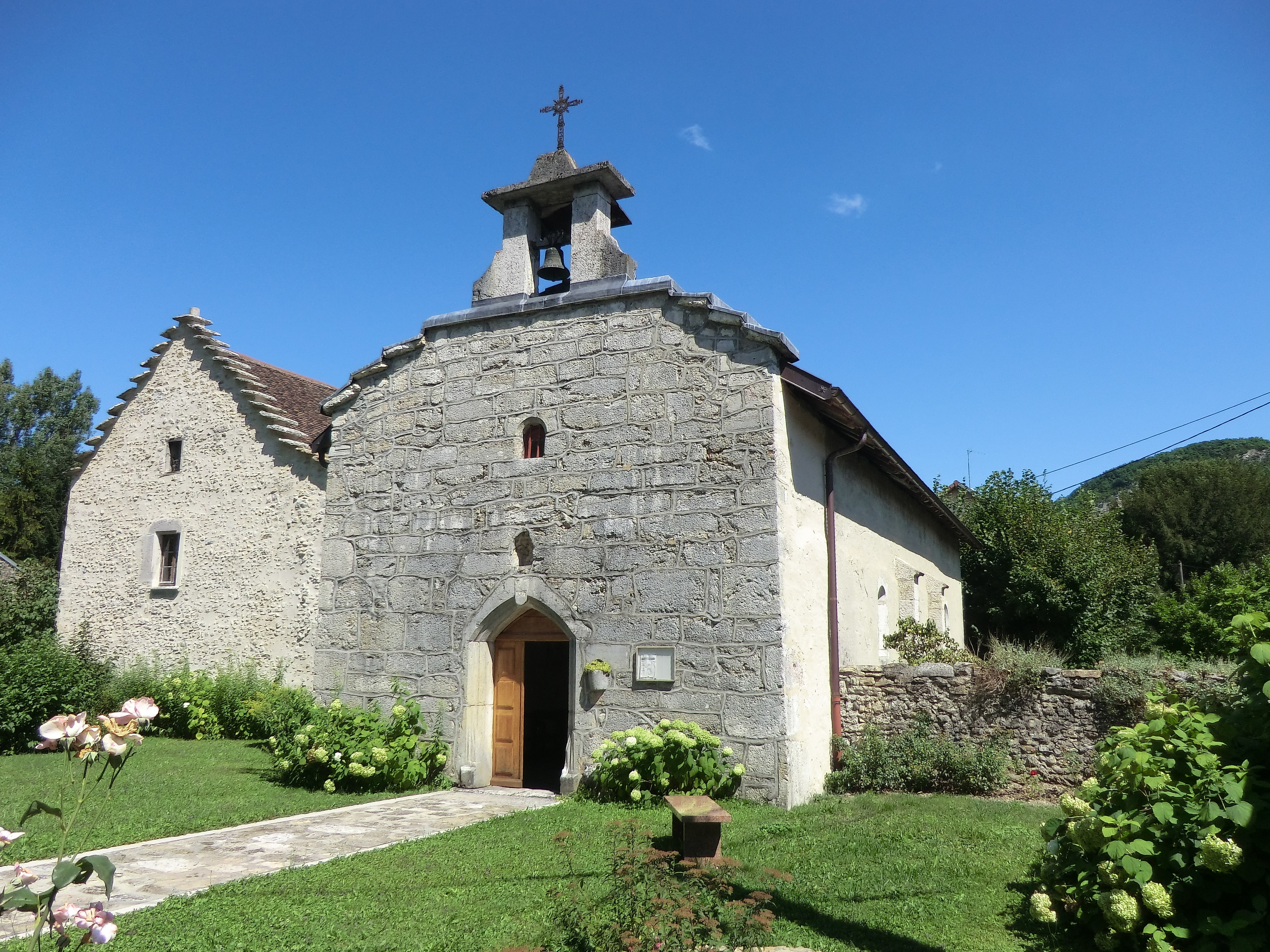
Kapelle Saint-Georges
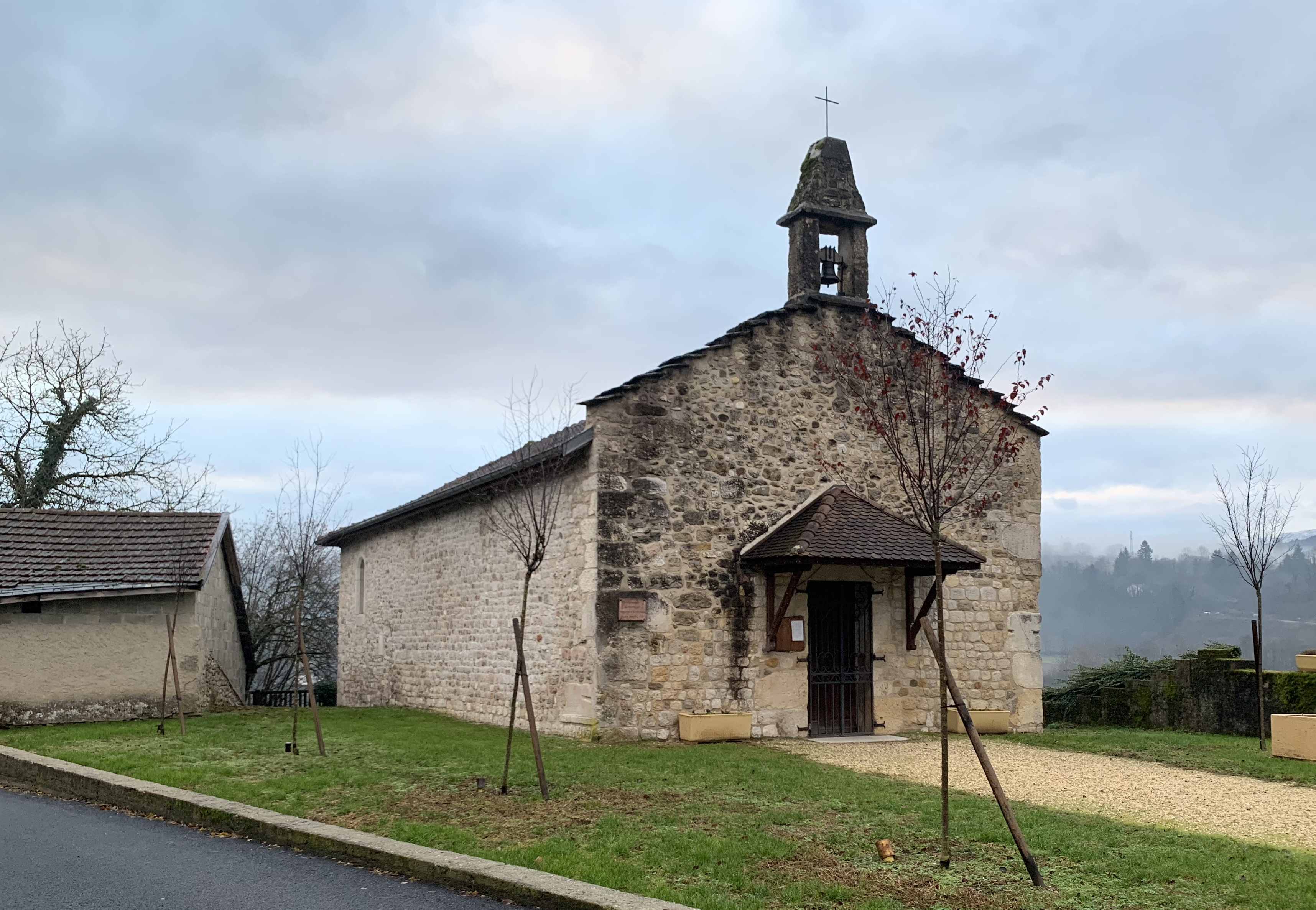
Kirche Saint-Véran
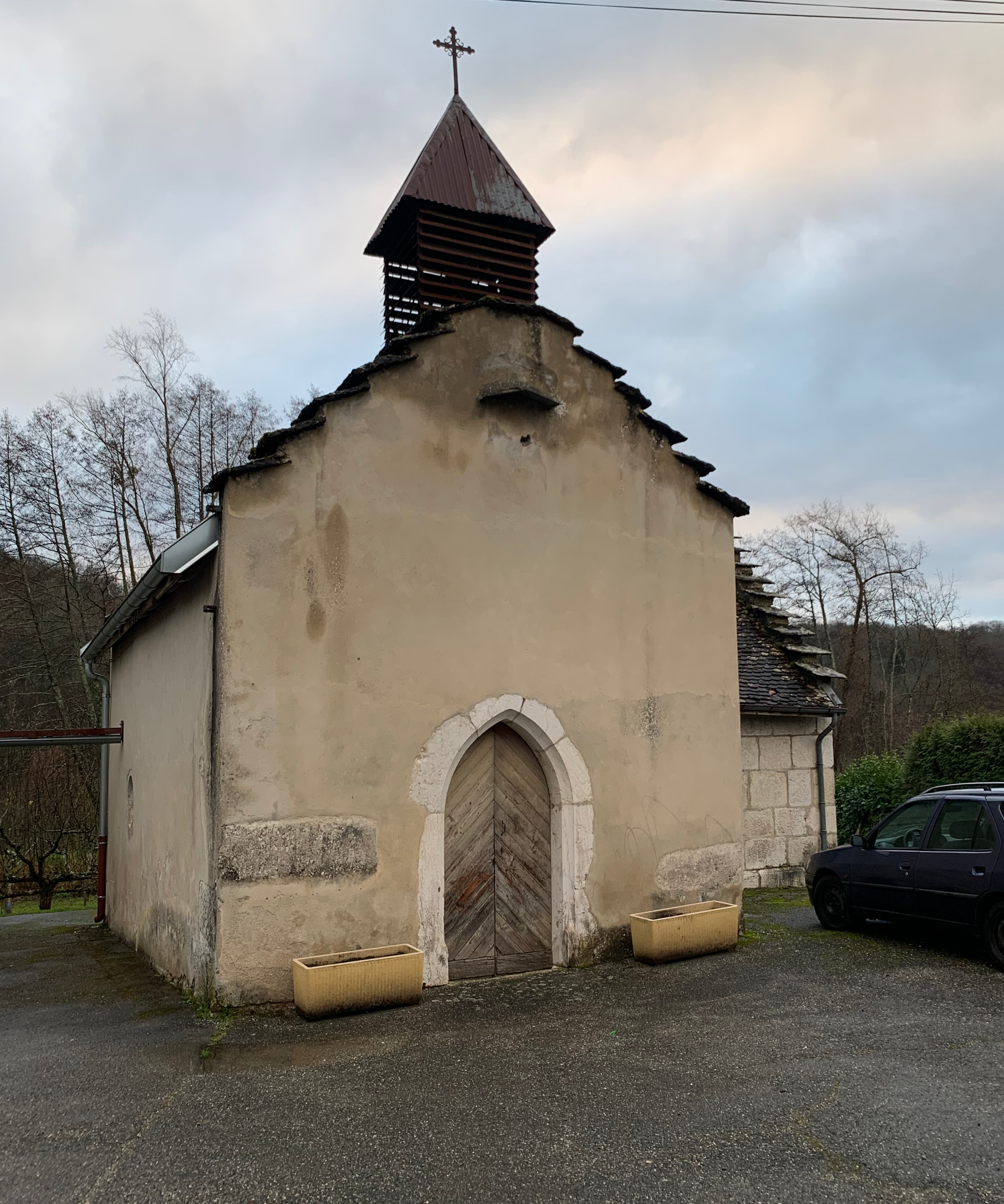
Kapelle Notre-Dame
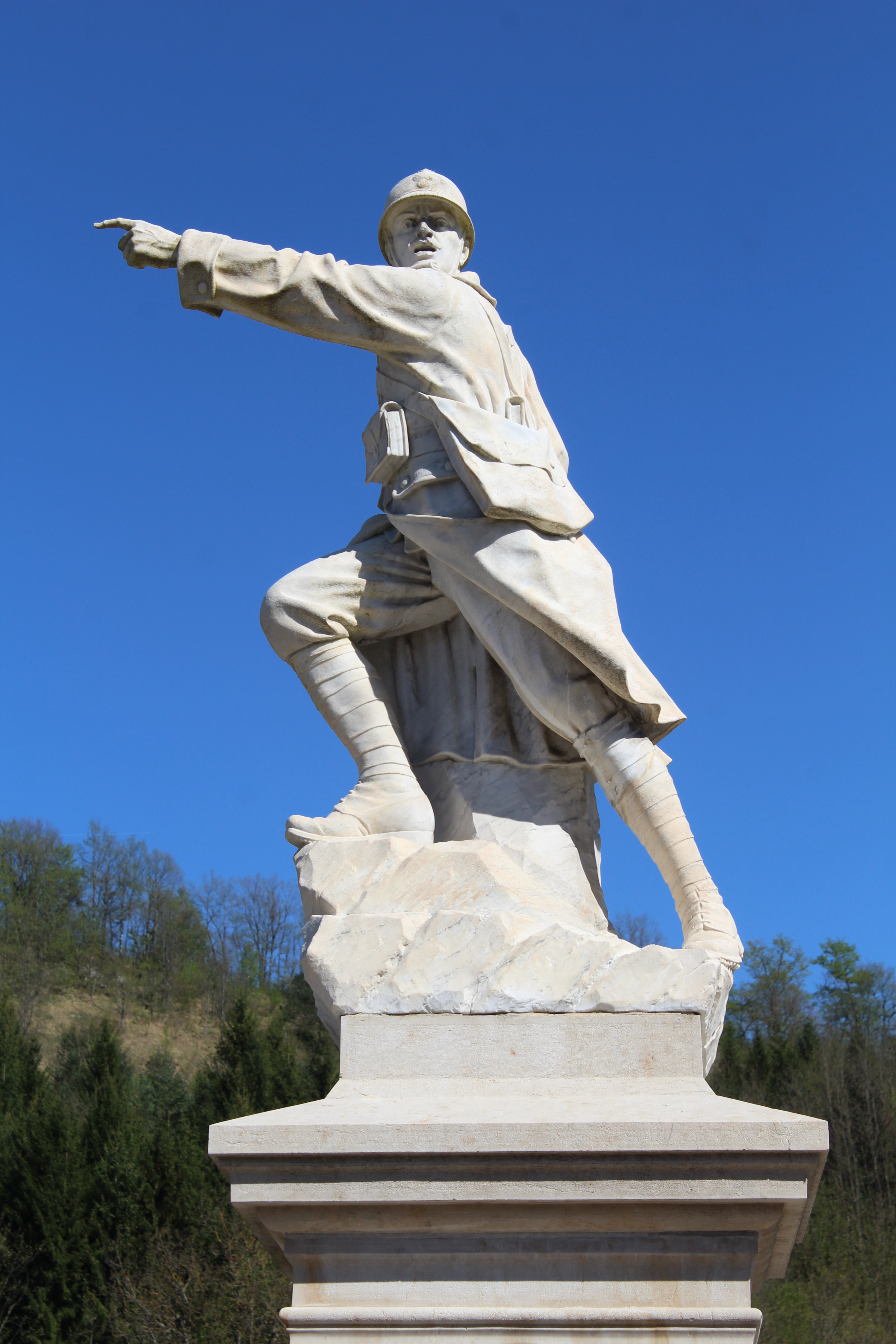
Gefallenendenkmal
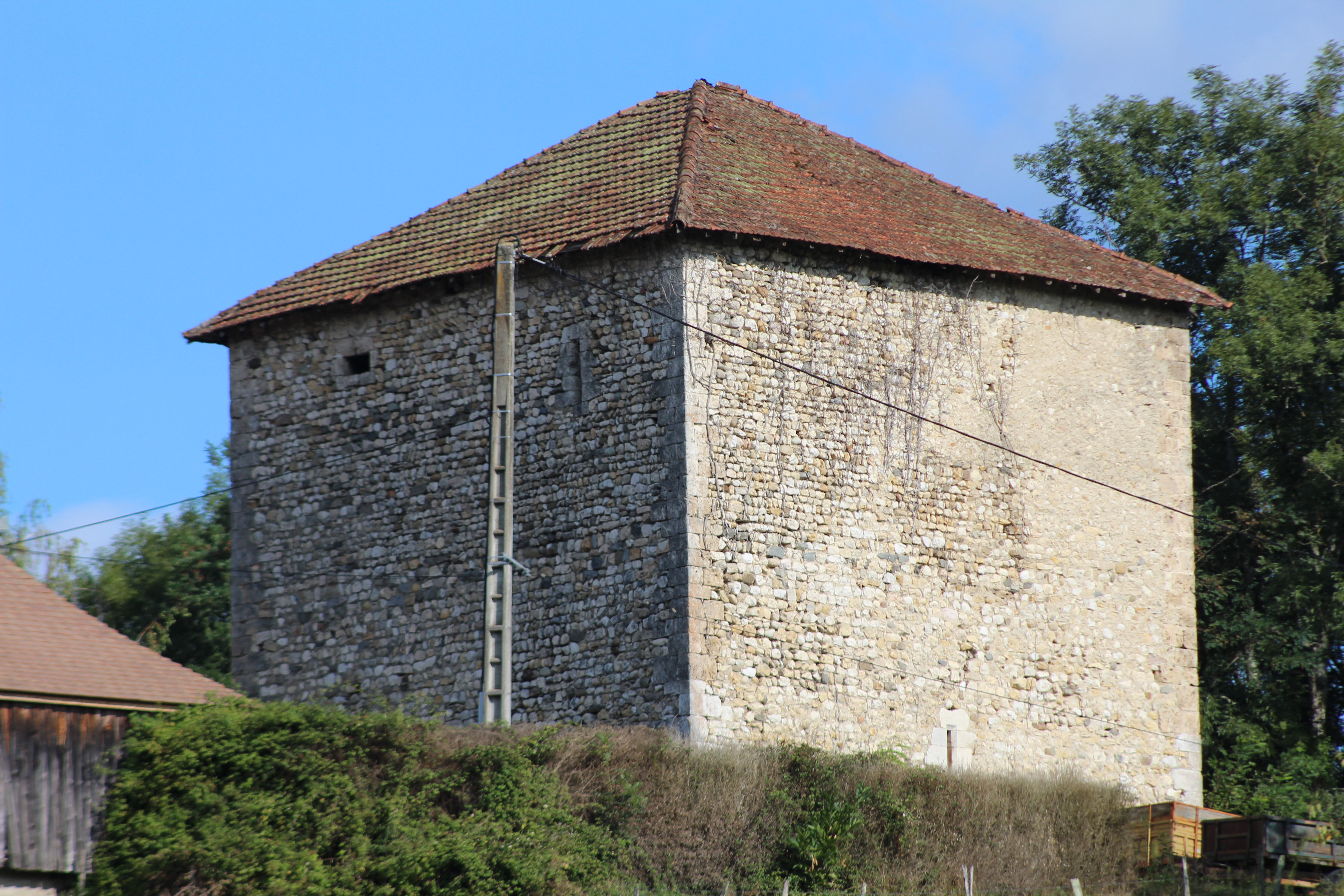
Donjon des Tempels